# Epidermophyton floccosum
Epidermophyton floccosum (Harz) Langeron & Miloch. – gatunek grzybów należący do klasy Eurotiomycetes. Grzyb mikroskopijny, dermatofit będący jednym z głównych patogenów powodujących u ludzi grzybicę.

## Systematyka i nazewnictwo
Pozycja w klasyfikacji według Index Fungorum:  Epidermophyton, Arthrodermataceae, Onygenales, Eurotiomycetidae, Eurotiomycetes, Pezizomycotina, Ascomycota, Fungi.
Po raz pierwszy zdiagnozował go w 1871 r. Carl Otto Harz w 1791 r., nadając mu nazwę Acrothecium floccosum. Obecną, uznaną przez Index Fungorum nazwę nadali mu Maurice Charles Pierre Langeron i Sima Miloszewić w 1930 r.
Synonimy:

- Acrothecium floccosum Harz 1871
- Blastotrichum floccosum (Harz) Berl. & Voglino 1886
- Dactylium floccosum (Harz) Sartory 1923
- Epidermophyton clypeiforme L. MacCarthy1925
- Epidermophyton floccosum var. clypeiforme (L. MacCarthy) C.W. Dodge 1935
- Epidermophyton floccosum var. nigricans Frágner 1968
- Epidermophyton floccosum var. pernettii (Castell.) Nann. 1934
- Epidermophyton pernettii Castell. 1910

## Morfologia i rozwój
Jest to grzyb nitkowaty, niezwiązany z glebą i niewymagający żadnych specyficznych warunków podczas hodowli w laboratorium na sztucznych podłożach. Kolonie mają płaską, zamszowatą powierzchnię w kolorze khaki i rosną umiarkowanie szybko, osiągając dojrzałość w ciągu 10 dni. Rewers jest czerwono-brązowy. Kolonie są początkowo płaskie, ale ich środek później staje się podniesiony, a obrzeża zagłębione. Na bogatych podłożach, takich jak agar Sabourauda, kolonie zwykle degenerują się w białe, pleomorficzne kępki w ciągu kilku tygodni, a czasami wydzielają czerwono-brązowy pigment do agaru.
E. floccosum ma szkliste, septowane strzępki. Jego charakterystycznymi cechami są gładkie, cienkościenne, maczugowate makrokonidia i brak mikrokonidiów. Makrokonidia powstają pojedynczo lub w skupiskach po 2 lub 3; mają 20–40 μm długości i 7–12 μm szerokości, składają się z 1 do 9 przegród. Wąska podstawa i szeroki, maczugowy wierzchołek makrokonidium wyglądem przypominają ogon bobra.
Grzyb rozmnaża się bezpłciowo przez chlamydospory, które są przetrwalnikami. W hodowanych kulturach występują licznie. W kulturze wraz z makrokonidiami powstają również liczne, grubościenne i odporne na temperaturę i wysuszenia artrokonidia. Tworzenie się artrokonidiów pozwala E. floccosum przetrwać przez lata w prysznicach, kąpieliskach, basenach, na ręcznikach, kocach, prześcieradłach, butach i innych ubraniach.

## Diagnostyka
Objawy kliniczne powodowane przez E. floccosum są na ogół nie do odróżnienia od objawów powodowanych przez inne dermatofity. Wyjątkiem jest grzybica stóp: infekcje z udziałem E. floccosum mogą wykazywać wyraźne łuszczenie się na palcach i podeszwie stopy pacjenta oraz powodować zmiany punktowe w pobliżu. Na niektórych tych zmianach mogą występować brązowawe plamki. Rozpoznaje się go badaniem fizykalnym, testami posiewu i metodami biologii molekularnej. Tradycyjnie odróżnia się go za pomocą badań fizykalnych i lampą Wooda. W przeciwieństwie do niektórych gatunków Microsporium, Epidermophyton, a także Trichophyton, nie fluoryzuje w świetle ultrafioletowym lampy Wooda. Kultury Epidermophyton ponadto odróżniają się od innych dermatofitów brakiem mikrokonidiów. Postępy molekularne skróciły czas identyfikacji z 3-4 tygodni do 3–4 dni. Próbki uzyskane z paznokci, włosów i łusek skóry pacjentów mogą zostać poddane reakcji PCR-RFLP, która rozróżnia 12 gatunków dermatofitów na podstawie ich indywidualnych profili enzymów restrykcyjnych, w tym jednego dla E. floccosum. Dostępny jest również protokół PCR w czasie rzeczywistym do specyficznego wykrywania E. floccosum, umożliwiający identyfikację już po 4 godzinach od lizy próbki.

## Patologia i terapia
Epidermophyton floccosum występuje na całym świecie, ale częściej jest izolowany od pacjentów na obszarach tropikalnych i subtropikalnych. W XX wieku gatunek ten był czwartą najczęstszą przyczyną grzybicy w Ameryce Północnej. Pierwsze odnotowane na większą skalę infekcje grzybicze zostały zgłoszone w armii amerykańskiej w Wietnamie i armii brytyjskiej w Azji Południowo-Wschodniej. E. floccosum jest przyczyną około 20 procent przypadków grzybic w Stanach Zjednoczonych i 44 procent przypadków w Azji, jest również trzecią najczęstszą przyczyna grzybicy stóp na świecie, po Trichophyton mentagrophytes i Trichophyton rubrum.
Jest zakaźnym grzybem antropofilnym przenoszącym się z człowieka na człowieka. Dla ludzi jest bardziej zakaźny od pozostałych dermatofitów. Rzadko natomiast infekuje zwierzęta, dlatego doświadczenia z jego hodowlą na zwierzętach są nieskuteczne. U ludzi patogen ten najczęściej wywołuje grzybicę stóp i grzybicę podudzi, rzadziej grzybicę paznokci, innych części ciała i grzybicę pachwin. Zanotowano również jego zdolność do infekowania oczu, w których spowodował zapalenie rogówki. Nie infekuje natomiast włosów ani mieszków włosowych. Rzadko powoduje infekcje przewlekłe, dlatego przetrwanie gatunku jest zależne od częstego przenoszenia się z jednego żywiciela na drugiego. Infekcja zazwyczaj następuje w martwej, złuszczającej się warstwie naskórka żywiciela, ponieważ grzyb nie może przebić się przez żywe tkanki osobników o normalnej odporności. Jednak stwierdzono, że powoduje inwazyjne infekcje u pacjentów z obniżoną odpornością, wywołując u nich ciężką grzybicę paznokci, zmiany skórne i guzki podskórne.
Skuteczne w zwalczaniu E. floccosum są środki zawierające terbinafiny, itrakonazol i ketokonazol.